# Алтуна (Пенсільванія)
Алтуна (англ. Altoona) — місто (англ. city) на північному сході США, в окрузі Блер штату Пенсільванія.. Населення — 43 963 особи (2020).
Розташоване місто у гірській місцевості (Аппалачі). У місті розташована велика сортувальна станція та локомотивне депо колишньої Пенсільванської залізниці.

## Географія
Алтуна розташована за координатами 40°30′29″ пн. ш. 78°24′5″ зх. д. / 40.50806° пн. ш. 78.40139° зх. д. (40.508190, -78.401306). За даними Бюро перепису населення США в 2010 році місто мало площу 25,66 км², з яких 25,66 км² — суходіл та 0,00 км² — водойми.

### Клімат
| Клімат : Алтуна                           | Клімат : Алтуна | Клімат : Алтуна | Клімат : Алтуна | Клімат : Алтуна | Клімат : Алтуна | Клімат : Алтуна | Клімат : Алтуна | Клімат : Алтуна | Клімат : Алтуна | Клімат : Алтуна | Клімат : Алтуна | Клімат : Алтуна | Клімат : Алтуна |
| Показник                                  | Січ.            | Лют.            | Бер.            | Квіт.           | Трав.           | Черв.           | Лип.            | Серп.           | Вер.            | Жовт.           | Лист.           | Груд.           | Рік             |
| Абсолютний максимум, °C                   | 25,6            | 24,4            | 29,4            | 32,8            | 34,4            | 36,1            | 39,4            | 38,9            | 35,6            | 32,2            | 27,8            | 23,3            | 39,4            |
| Середній максимум, °C                     | −0,1            | 1,4             | 7,1             | 14,3            | 19,8            | 25,1            | 27,4            | 26,8            | 22,4            | 16,3            | 9,7             | 2,8             | 14,4            |
| Середній мінімум, °C                      | −9,1            | −7,9            | −3,6            | 2,6             | 8,2             | 12,7            | 15,7            | 14,7            | 10,7            | 5,2             | 0,1             | −5,6            | 3,6             |
| Абсолютний мінімум, °C                    | −33,9           | −31,7           | −21,7           | −13,3           | −6,7            | 0,0             | 3,3             | 1,1             | −3,3            | −9,4            | −17,8           | −25             | −33,9           |
| Норма опадів, мм                          | 67              | 62              | 88              | 92              | 109             | 104             | 105             | 89              | 98              | 87              | 94              | 79              | 1083            |
| ----------------------------------------- | --------------- | --------------- | --------------- | --------------- | --------------- | --------------- | --------------- | --------------- | --------------- | --------------- | --------------- | --------------- | --------------- |
| Джерело: Pennsylvania State Climatologist |                 |                 |                 |                 |                 |                 |                 |                 |                 |                 |                 |                 |                 |

## Демографія
Згідно з переписом 2010 року, у місті мешкало 46 320 осіб у 19 301 домогосподарстві у складі 11 646 родин. Густота населення становила 1805 осіб/км². Було 21179 помешкань (825/км²).
Расовий склад населення:
| - 93,8 % — білих - 3,3 % — чорних або афроамериканців - 0,4 % — азіатів - 0,1 % — корінних американців |

До двох чи більше рас належало 2,0 %. Частка іспаномовних становила 1,3 % від усіх жителів.
За віковим діапазоном населення розподілялося таким чином: 22,6 % — особи молодші 18 років, 61,8 % — особи у віці 18—64 років, 15,6 % — особи у віці 65 років та старші. Медіана віку мешканця становила 38,9 року. На 100 осіб жіночої статі у місті припадало 92,4 чоловіків; на 100 жінок у віці від 18 років та старших — 89,0 чоловіків також старших 18 років.
Середній дохід на одне домашнє господарство становив 47 610 доларів США (медіана — 36 215), а середній дохід на одну сім'ю — 58 628 доларів (медіана — 48 840). Медіана доходів становила 40 805 доларів для чоловіків та 31 866 доларів для жінок. За межею бідності перебувало 22,1 % осіб, у тому числі 32,6 % дітей у віці до 18 років та 11,8 % осіб у віці 65 років та старших.
Цивільне працевлаштоване населення становило 19 862 особи. Основні галузі зайнятості: освіта, охорона здоров'я та соціальна допомога — 27,8 %, роздрібна торгівля — 16,4 %, мистецтво, розваги та відпочинок — 10,9 %, виробництво — 9,4 %.

## Відомі особистості
У поселенні народився:
- Майкл Біхі (* 1952) — американський біохімік.